# دانشگاه آمریکایی گیرنه
دانشگاه آمریکایی گیرنه در سال ۱۹۸۵ در شهر گیرنه در قبرس شمالی تأسیس گردید. این دانشگاه در حال حاضر در ۸ دانشکده، ۲ انستیتو و ۳ مدرسه تحصیلات عالیه بیش از ۷۵۰۰ دانشجو دارد.
این دانشگاه عضو انجمن دانشگاه‌های قفقاز است و یک مجله علمی به نام مجله علوم اجتماعی و کاربردی GAU منتشر می‌کند.

## دانشکده‌ها
- دانشکده مهندسی[۷][۸][۹][۱۰]

دارای رشته‌های مهندسی عمران، مهندسی الکترونیک، مهندسی کامپیوتر، مهندسی صنایع و مهندسی انرژی می‌باشد. استاد ایرانی دکتر کبیر صادقی ریاست گروه عمران این دانشکده را بر عهده دارد.
- دانشکده حقوق
- دانشکده آموزش
- دانشکده علوم انسانی
- دانشکده مدیریت
- دانشکده سلامت
- دانشکده ارتباطات
- دانشکده معماری، طراحی و هنرهای زیبا

دانشکده معماری، طراحی و هنرهای زیبا در سال ۲۰۰۹ پس از جدایی از دانشکده مهندسی و معماری تشکیل شد. این دانشکده دارای چهار گروه آموزشی شامل گروه معماری، گروه معماری داخلی، گروه طراحی گرافیک و گروه هنرهای تجسمی می‌باشد. گروه معماری این دانشکده از سال ۲۰۱۱ عضو رسمی انجمن اروپایی آموزش معماری است. ریاست دانشکده معماری، طراحی و هنرهای زیبا از سال ۲۰۱۲ به عهده معمار و نقاد معماری ایرانی دکتر حسین صدری می‌باشد. همچنین دکتر شاهین کینوش معمار و شهرساز ایرانی ریاست گروه معماری این دانشکده را بر عهده دارد. رشته فوق لیسانس مدیریت ساخت این دانشکده در سال ۲۰۱۳ به عنوان ۱۰۰ رشته فوق لیسانس برتر جهان در این شاخه انتخاب گردیده است.